# Navy and Army War Fund Shield
il Navy and Army War Fund Shield è stata una competizione calcistica tenutasi a Glasgow nella primavera del 1918. L'intento di questa competizione era quello di raccogliere fondi per i giocatori e i loro familiari che avevano combattuto nel corso della prima guerra mondiale
. Le squadre partecipanti erano tutte provenienti dall'area di Glasgow. Al termine della competizione, la squadra vincitrice fu il Celtic, che superò in finale il Greenock Morton per 1-0. Nel dopopartita però, alla compagine biancoverde non fu assegnato alcun trofeo, non essendo ancora pronto. Si riteneva che la competizione sarebbe stata una manifestazione annuale. Tuttavia, da quando si concluse il conflitto, non fu giocata nessuna altra edizione. Pur essendo stato il Celtic a vincere il torneo, nella sala dei trofei del Celtic Park non è presente alcun trofeo a memoria dell'evento.

## Risultati

### Quarti di finale1
- Celtic 2 - 1  Queen's Park

1non tutti i risultati sono stati registrati o noti

### Semifinali
- Celtic 2 - 0  Clydebank
- Rangers 1 - 3  Greenock Morton

### Finale
- Celtic 1 - 0  Greenock Morton